# Віллі Фіш
Віллі Фіш (нім. Willy Fisch; 12 вересня 1886, Берлін — 26 липня 1963, Розенгайм) — німецький офіцер, керівний співробітник ОКЛ, міністерський директор і генерал авіації.

## Біографія
25 вересня 1905 року вступив в 2-й залізничний полк. З 9 березня 1911 року — співробітник Випробувального інституту в Деберіці. З 11 грудня 1912 року служив у 1-му телеграфному батальйоні, з 1 жовтня 1913 року — ад'ютант 3-ї інспекції телеграфних частин. Учасник Першої світової війни, 2 серпня 1914 року переведений в авіацію. З 6 вересня 1915 року — командир радіокомандування інспекції авіації, з 1 жовтня 1916 року — 1-й ад'ютант інспектора авіації. З 25 вересня 1917 року — радник Військового міністерства. 1 лютого 1919 року переведений в резерв, а 30 вересня 1919 року звільнений у відставку. Поступив на держслужбу і зробив кар'єру в Імперському міністерстві транспорту, займався в основному питаннями цивільної авіації, був представником німецької авіації в Міжнародному технічному комітеті і на Міжнародній авіаційній конференції. Після створення Імперського комісаріату авіації Герман Герінг відразу ж запросив Фіша на службу в відроджені люфтваффе і 3 березня 1933 року призначив його начальником Загального управління. Фіш — єдиний з усього вищого керівництва люфтваффе, хто займав свій пост протягом усього періоду Третього Рейху. Він керував службами нагляду, забезпеченням польотів цивільної авіації, а також Імперською службою погоди. 8 травня 1945 року взятий в полон союзниками. У 1947 році звільнений.

## Звання
- Фанен-юнкер (25 вересня 1905)
- Лейтенант без патенту (21 травня 1906)
  - 27 січня 1907 року отримав патент.
- Оберлейтенант (4 липня 1914)
- Гауптман (18 серпня 1915)
- Майор запасу (30 вересня 1919)
- Міністерський радник (1 жовтня 1919)
- Міністерський директор (3 березня 1933)
- Майор резерву (1 квітня 1938)
- Генерал авіації (вересень 1941)

## Нагороди
- Залізний хрест 2-го і 1-го класу
- Почесний хрест ветерана війни з мечами
- Медаль «За вислугу років у Вермахті» 4-го, 3-го і 2-го класу (18 років)